# ER: Storie incredibili
ER: Storie incredibili (Untold Stories of the E.R.) è un programma televisivo docudrama prodotta dalla GRB Entertainment per TLC.
Nel programma, vengono narrate le storie realmente accadute a medici e infermieri di pronto soccorso. In genere, le storie hanno a che fare con diagnosi difficoltose, pazienti violenti o che si comportano in modo strano o situazioni in cui il personale sanitario non è pronto o non ha i mezzi per gestire la situazione del paziente.

## Produzione
Sebbene il format originale si concentrava su una storia per episodio, dal 2010 ogni episodio segue tre vicende separate.
Il programma segue il format della ricostruzione, in cui i medici narrano le vicende a posteriori, mentre le loro interazioni coi pazienti vengono reinterpretate. Spesso, i dottori prendono parte alle reinterpretazioni e, quando possibile, anche alcuni pazienti hanno reinterpretato la propria situazione.
Tutti i casi sono basati su fatti reali, ma sono drammatizzati e non sono necessariamente accurati dal punto di vista clinico o tecnico.

## Distribuzione
Nel 2011, il programma si è spostato da Discovery Fit & Health (in seguito diventato Discovery Life), quando la OWN rimpiazzò Discovery Health. Dal 2015 gli episodi vengono mandati in onda su TLC.
In Italia il programma viene mandato in onda su Real Time in seconda serata.